# Prezidentské volby v Moldavsku 2020
Volba prezidenta Moldavska v roce 2020 proběhla ve dvou kolech. Z prvního kola konaného 1. listopadu 2020 postoupila proevropská Maia Sanduová ze Strany akce a solidarity a proruský tehdejší prezident Igor Dodon bez stranické příslušnosti. Oba kandidáti proti sobě stáli už v předchozích prezidentských volbách v roce 2016. Druhé kolo se odehrálo 15. listopadu 2020. V něm zvítězila Sanduová s 57,72 procent hlasů.